# Drosophila choachi
Drosophila choachi este o specie de muște din genul Drosophila, familia Drosophilidae, descrisă de Hunter în anul 1992.
Este endemică în Columbia. Conform Catalogue of Life specia Drosophila choachi nu are subspecii cunoscute.